# Тарат
Тарат (рос. Тарат) — село у Мегіно-Кангалаському улусі Республіки Сахи Російської Федерації.
Населення становить 334 особи. Належить до муніципального утворення Арангаський наслег.

## Географія

### Клімат
| Клімат Тарата             | Клімат Тарата | Клімат Тарата | Клімат Тарата | Клімат Тарата | Клімат Тарата | Клімат Тарата | Клімат Тарата | Клімат Тарата | Клімат Тарата | Клімат Тарата | Клімат Тарата | Клімат Тарата | Клімат Тарата |
| Показник                  | Січ.          | Лют.          | Бер.          | Квіт.         | Трав.         | Черв.         | Лип.          | Серп.         | Вер.          | Жовт.         | Лист.         | Груд.         | Рік           |
| Середній максимум, °C     | −38,1         | −30,4         | −14           | 0,8           | 12,7          | 22,5          | 25,5          | 21,4          | 11,4          | −4,3          | −25,4         | −36           | −4            |
| Середня температура, °C   | −41,8         | −36,1         | −22,3         | −6,7          | 6,3           | 15,5          | 18,6          | 14,7          | 5,8           | −9            | −30           | −39,8         | −10           |
| Середній мінімум, °C      | −45,5         | −41,8         | −30,6         | −14,1         | 0,0           | 8,5           | 11,7          | 8,0           | 0,2           | −13,6         | −34,5         | −43,5         | −16           |
| Норма опадів, мм          | 9             | 7             | 6             | 10            | 21            | 41            | 43            | 42            | 31            | 20            | 15            | 11            | 256           |
| ------------------------- | ------------- | ------------- | ------------- | ------------- | ------------- | ------------- | ------------- | ------------- | ------------- | ------------- | ------------- | ------------- | ------------- |
| Джерело: climate-data.org |               |               |               |               |               |               |               |               |               |               |               |               |               |

## Історія
Згідно із законом від 30 листопада 2004 року органом місцевого самоврядування є Арангаський наслег.

## Населення
| 2002 | 2010 | 2012 | 2013 | 2014 | 2015 | 2016 |
| ---- | ---- | ---- | ---- | ---- | ---- | ---- |
| 381  | ↘353 | ↘343 | ↗348 | →348 | ↘341 | ↗342 |
| 2017 | 2018 |      |      |      |      |      |
| ↘339 | ↘334 |      |      |      |      |      |